# 連合艦隊 (映画)
『連合艦隊』（れんごうかんたい）は、1981年（昭和56年）8月8日に劇場封切り公開された東宝映画製作・東宝配給の特撮戦争映画である。カラー、ビスタビジョン、ドルビーステレオ。

## 解説
本作品は、日米開戦前年の日独伊三国軍事同盟の締結から始まり、真珠湾攻撃、ミッドウェー海戦、南太平洋海戦、ソロモン諸島攻防戦、山本五十六の戦死、レイテ沖海戦などを経て、沖縄水上特攻作戦に向かった戦艦大和が坊ノ岬沖海空戦で壮絶な最期を遂げるまでの、太平洋戦争における連合艦隊の崩壊とその陰影を、ダイジェストながらも編年史として描いた初めての作品であり、東宝の、そして、松林宗恵監督自身の戦争映画の集大成として製作された映画。エンガノ岬沖海戦を映画で取り上げた初めての作品でもある。
それまでの太平洋戦争をテーマにした戦争映画では、山本五十六など歴史に名を残す軍人を描いたものが多かったが、本作品は「本郷家」と「小田切家」という、連合艦隊に関わった2つの架空の家族を中心にして、この時代と世相を描いている。実質的な主役は、本郷英一、本郷眞二、小田切武市、小田切正人の4人である。
本作品で、この「市井の目から見た戦争映画」という様式が取られた背景には、監督の松林宗恵と脚本家の須崎勝彌に共通する、ある思い入れが介在している。両者はともに旧海軍の出身だが、彼らが過去に東宝で製作に関わった戦争映画は、いずれも英雄譚としての性格が強いものばかりだった。そのため、かねてより、「現在の日本の繁栄は無名の英霊たちの犠牲の上に成り立っているのではないか、息子たちを戦場に送り出した父母の思いは如何だったのか？」という疑問を抱いていたのだという。
東映所属俳優である鶴田浩二が『ハワイ・ミッドウェイ大海空戦 太平洋の嵐』以来21年ぶりに東宝戦争映画へ出演。特攻をテーマとした東映戦争映画に多く出演した鶴田は当作品でも水上特攻部隊指揮官である伊藤整一中将を演じた。

## あらすじ
1940年（昭和15年）、連合艦隊司令長官・山本五十六らの反対にもかかわらず、時の海軍大臣・及川古志郎の「やむを得ない」の一言により日独伊三国軍事同盟が締結された。
そのころ、船大工の小田切武市は、息子の正人が海軍兵学校に合格したので有頂天になっていた。18年間の海軍勤務でも准士官止まりであった武市は、正人の将来の出世は約束されたと信じて疑わなかった。
翌1941年（昭和16年）の春、海軍中尉に昇進した本郷英一は、学問の道を志す弟の眞二が三高に合格したことを、奈良博物館の館長である父親の直樹や婚約者である早瀬陽子とともに喜んでいた。
やがて、ドイツの対ソ宣戦布告や日本軍の南部仏印（現在のベトナム）への進出、そして、それに対するアメリカの対日制裁措置としての日本への資源の禁輸などが始まると、世界情勢は日毎に緊迫の度を強め、対アメリカ戦争の予感は現実味を帯びてきた。日米協調派である山本は、もしも、日米開戦となった場合でも、早期和平を実現させるために、アメリカ太平洋艦隊の本拠地であるハワイ・オアフ島の真珠湾を空母機動部隊により奇襲するという作戦計画を立てた。
やがて、日米交渉が決裂し、1941年12月8日、真珠湾攻撃が行われた。英一は、空母瑞鶴飛行隊の九九式艦上爆撃機部隊の搭乗員の一員として真珠湾攻撃に参加し、真珠湾に停泊中のアメリカ太平洋艦隊が壊滅的打撃を受けるのを興奮の面持ちで見つめていたが、そこに空母の影は1隻もなかった。
同じころ、5年の歳月と造船技術の粋を集めて、極秘のうちに建造されていた戦艦・大和が竣工した。翌1942年2月、大和は連合艦隊の旗艦となり、山本長官以下、連合艦隊司令部が乗り組んだ。大和の乗組員の中には、予備役から応召、大和の工作科分隊士として海軍に復職した海軍兵曹長、武市の姿もあった。
日本軍の破竹の快進撃が続く中、同年4月18日のアメリカ空母ホーネットから発進したB-25爆撃機の編隊による日本本土初空襲の衝撃を受けた軍令部は、空母を含むアメリカ太平洋艦隊の残存部隊を全滅させるという山本のミッドウェー攻略作戦案を了承し、5月下旬、連合艦隊の主力部隊は、ミッドウェー島沖に向けて出撃した。しかし、6月5日・6日のミッドウェー海戦では、事前に日本軍側の作戦情報を入手していたアメリカ軍の待ち伏せにより日本海軍は主力空母4隻を失い、ミッドウェー攻略作戦は大失敗に終わり、戦局はジリ貧の消耗戦へと突入していった。

## キャスト
参照
眞二・陽子の長男（劇の最後に登場する幼児）は、本作品のチーフ助監督を務めた井上英之の子息を起用した、とDVD・Blu-ray収録のオーディオコメンタリーにて松林監督が明かしている。
- 真珠湾攻撃・ミッドウェイ作戦
  - 山本五十六（連合艦隊司令長官） - 小林桂樹
  - 宇垣参謀長 - 高橋幸治
  - 南雲機動部隊長官 - 金子信雄
  - 草鹿参謀長 - 三橋達也
  - 永野軍令部総長 - 小沢栄太郎
  - 及川海軍大臣 - 藤田進
  - 福留軍令部部長 - 藤岡琢也
  - 富岡軍令部課長 - 橋本功
  - 黒島先任参謀[2] - 南道郎
  - 渡辺戦務参謀[2] - 北浦昭義
  - 大石先任参謀[2] - 六本木真
  - 源田航空参謀[2] - 斎藤真
  - 野本瑞鶴艦長[2] - 長谷川弘
- レイテ作戦
  - 小沢治三郎 - 丹波哲郎
  - 貝塚瑞鶴艦長 - 神山繁
  - 武田上整曹 - 長門裕之
  - 森整長 - なべおさみ
  - 中鉢二飛曹[2] - 遠藤公一
  - 大林参謀長[2] - 織本順吉
  - 栗田第二艦隊長官 - 安部徹
  - 小柳参謀長[2] - 近藤宏
  - 大前先任参謀[2] - 加地健太郎
  - 大谷作戦参謀[2] - 伊吹徹
  - 豊田連合艦隊司令長官 - 田崎潤
  - 神先任参謀 - 佐藤慶
  - 下田瑞鶴飛行長 - 平田昭彦
  - 工藤飛曹長 - 佐藤允
  - 茂木大尉 - 丹波義隆
- 沖縄作戦
  - 伊藤第二艦隊長官 - 鶴田浩二
  - 有賀大和艦長 - 中谷一郎
  - 山本先任参謀[2] - 富田浩太郎
  - 第二一駆逐隊司令（小滝大佐）[2] - 中山昭二
  - 第十七駆逐隊司令（新谷大佐）[2] - 高並功
  - 第四一駆逐隊司令（吉田大佐）[2] - 今西正男
  - ”霞”駆逐艦長（松本少佐）- 細川純一
- 本郷家
  - 本郷英一 - 永島敏行
  - 本郷真二 - 金田賢一
  - 本郷直樹 - 森繁久彌
  - 本郷歌子 - 奈良岡朋子
  - 早瀬陽子 - 古手川祐子
- 小田切家
  - 小田切武市 - 財津一郎
  - 小田切正人 - 中井貴一[注釈 2]
  - 小田切照代 - 友里千賀子
  - 小田切美代 - 里見奈保（鶴田さやか）
  - 小田切加代[2] - 川島光代
- その他の出演者
  - 大江中尉[2] - 佐久田修
  - 大川一整曹[2] - 伊藤敏孝
  - 野村飛曹[2] - 長谷川論
  - 松田（大和工作科）[2] - 加藤茂雄　
  - 新聞記者[2] - 石田茂樹
  - 町内会長[2] - 浜田寅彦
  - 鈴川（芸者） - 松尾嘉代
  - 参謀 - 稲積慎吾[11][注釈 3]
- ナレーション[2] - 平光淳之助

## スタッフ
参照
- 製作 - 田中友幸
- 製作補 - 高井英幸
- 企画協力 - 児島襄、豊田穣
- 監督 - 松林宗恵
- 特技監督 - 中野昭慶
- 脚本 - 須崎勝彌
- 音楽 - 服部克久、谷村新司
- 演奏 - 新日本フィルハーモニー交響楽団
- 主題歌 - 谷村新司 『群青』
- 撮影 - 加藤雄大
- 美術 - 阿久根巌
- 照明 - 小島真二
- 録音 - 矢野口文雄
- 編集 - 黒岩義民
- スチル - 橋山直己
- チーフ助監督 - 今村一平
- 監督助手 ‐ 橋本幸治
- 製作担当者 - 森知貴秀
- 効果 - 東宝効果集団
- 整音 - 東宝録音センター
- 現像 - 東京現像所
- 資料提供 - NHK、東京12チャンネル
- 製作協力 - 東宝映像株式会社（特殊技術・光学ステレオ技術）
  - 撮影 - 鶴見孝夫
  - 光学撮影 - 宮西武史
  - 美術 - 井上泰幸
  - 照明 - 森本正邦
  - 操演 - 松本光司
  - 特殊効果 - 渡辺忠昭
  - スチール - 中尾孝
  - 作画 - 塚田猛昭、石井義雄
  - 監督助手 - 浅田英一
  - 撮影助手 - 桜井景一
  - 特殊効果助手 - 久米攻
  - 製作担当者 - 柳沼延之
- 東宝映画作品
- 配給 - 東宝株式会社

## 主題歌
- 群青（1981年、ポリスター）

作詞・作曲：谷村新司 編曲：服部克久

## 製作
戦争映画にかけてはドル箱「8.15シリーズ」で実績がある東宝は、東映が『二百三高地』を製作中に大ヒットは間違いないと予想し、『二百三高地』が封切られた1980年夏には本作品の製作を決定して準備を急ぎ、1981年夏の公開を決定した。東映は『二百三高地』に続き、戦記物第二弾として『大日本帝国』を用意したが、東映でこしらえたブームを東宝にさらわれた格好になり、競合を避けて『大日本帝国』を一年先延ばして公開した。
本作品の企画は、1966年に検討用脚本が書かれた『史上最大の海戦 レイテ』および1972年に検討用脚本が書かれた『連合艦隊の栄光と最后 レイテ』が元になっているとされる。
製作費は、当時としては破格の10億円。

### 製作進行
東宝入社後、13年の劇場勤務の後、1977年4月に課長待遇で東宝映画に出向した高井英幸は間もなく、松岡功東宝社長に東宝本社の社長室に呼び出された。松岡は「映画が厳しい時代は、それまでの映画を作る人たちではなく、映画館の現場でどのような映画がヒットするか、実際に営業や宣伝で苦労してきた人たちが製作に参画すべき」という考えを持っていた。松岡から「こういうものに興味があるかどうか聞きたい」と言われ、一通の企画書を手渡された。表紙には『連合艦隊』と書いてあった。「こういう作品は、興味がない人にやってもらっても上手くいかないので、興味がないなら遠慮なく言って下さい」と言われた。高井は洋画にかぶれた映画少年で、日本の映画はほとんど観たことはなく、勿論戦争映画は全く興味がないジャンル。東宝映画で高井の直属の上司は田中友幸で、「なぜ田中社長でなく私に?」と言葉に詰まったが、企画としては取り組み甲斐のあるものと閃き「興味があります」と答えた。松岡から「日本映画は不振ですが、『日本沈没』や『犬神家の一族』『八甲田山』など大作一本立てはヒットしています。戦争ものというジャンルも、まだ可能性を追求する価値があると思います」と伝えられた。

### 脚本
高井はその日から国会図書館や古本屋に通いつめ、連合艦隊と太平洋戦史を勉強した。切口をどこに置くのか迷っていた時、高井が本社にいたら、高井を見つけた松岡が声をかけてきて「あ、そうそう、言い忘れていました。過去の戦争映画で、真珠湾攻撃やミッドウェー海戦、山本五十六の戦死などドラマチックなエピソードはすべて描かれてしまった。だからといって今回それ以外の秘話や裏面史を探し出そうなどと考えないように。秘話は一部の観客しか興味を持たない。既に描かれてきたエピソードが最もドラマチックなんです。だからこそ映画の素材として早く取り上げられたんです。それ以上のもの探してもないんです。今回も、これまで描かれたエピソードを照れずに使って下さい」と言われた。あまりにもタイミングよく、心を見透かされ、その透視力の驚き反論のしようもなかった。踏ん切りがつき、真珠湾攻撃から始まり、ミッドウェー海戦、山本五十六の戦死、レイテ沖海戦、戦艦大和の沖縄特攻、開戦から終戦までの追い詰められた連合艦隊の姿を群集劇として描こうと骨子を決めた。製作・田中友幸、監督・松林宗恵、特技監督・中野昭慶、脚本・須崎勝彌と高井を合わせた5人は最初から決まっており、高井は脚本の須崎とミーティング。戦争経験のある須崎の専門用語が高井には分からないことが多く苦労したが、須崎は大変温厚な人物で打ち合わせはスムーズにいった。高井と須崎で海軍ゆかりの広島県呉市や安芸の宮島などをシナハンで回った。扱う範囲が広いため、須崎の脚本は長い年月を要し、改訂に改訂を重ね、決定稿は1980年5月になった。松岡社長から指示を受けてから既に3年の歳月が流れていた。この時点でようやく公開が1981年夏と決定した。高井はその間に『黄金のパートナー』や『トラブルマン 笑うと殺すゾ』『地震列島』の製作にも関わった。

### 撮影
1981年1月13日クランクイン、1981年4月16日神奈川県茅ヶ崎海岸にてクランクアップ。

### 特撮
この映画で使われた戦艦大和の模型は、石川島播磨重工業（現：IHI）の子会社によって9,000万円の製作費を費やして縮尺1/20（13mサイズ）のものが作られた。船体はIHIクラフトが、艦橋や煙突、砲塔やマストなどの上部構造物は東宝美術と東宝特殊美術（現・東宝映像美術）が製作し、1981年1月20日に完成し進水式が行なわれた。2005年に開館した呉市海事歴史科学館（大和ミュージアム）で1/10の模型が公開されるまでは、最大の大和の模型であった。この1/20の大和の模型は、小型漁船用の水冷ディーゼルエンジンを動力とし、船体内部に3人が入って時速6ノットで自力航行できただけでなく、火薬とラジコン装置を用いて46cm三連装主砲の発射シーンを再現することもできた。船体の前方にも舵がついており、プール内で楽に回頭できるようになっている。美術の井上泰幸によれば、ある程度の大きさがなければ絵にならないとの考えであったが、これ以上大きいと東宝撮影所の大プール内で動けなくなるため、この大きさが限界であったという。
本作品で大和が初登場するシーンでは、これまで、ほとんどの映像作品で描かれることがなかった、2番・3番副砲を備えた最初期の艤装を復元している。また、東宝戦争映画では初めて大和の最期を描いた。ミニチュアの設計を担当した井上は、参考になる資料が少なかったと述懐している。
坊ノ岬沖海戦の戦闘シーンのうち、遠景や、ラストの爆沈のシーンなどの撮影では、東宝特殊美術が中心になって製作した縮尺1/40の模型（木製）が使用された。井上は、画面に出ているのはこちらの方が多いと述べている。
13mサイズの超大型のミニチュアが造られた最大の理由は、東宝撮影所敷地内の特撮用大プールではなく、外洋で撮影するためであった。しかし、この当時、船舶法などの関連法令の改正により、13mを超える（小型）船舶の海上での航行には、船舶への航海標識灯の設置、ならびに、船長や無線士の資格を持つ者が操船することなどが必要となっていて、結局、三浦半島沖での外洋ロケは見送られ、特撮用大プールでの撮影のみとなり、中野昭慶特技監督が思い描いたヘリコプターからの空撮は実現できなかった。
空母瑞鶴についても、小型漁船用のディーゼルエンジンを動力とし、船体内部に1人が入って自力航行できる模型が東宝特殊美術で製作された。99式艦上爆撃機の着艦シーンでは、スタジオに作られた1/15スケールの瑞鶴の甲板セットが用いられた。
神奈川県茅ヶ崎市の柳島海岸に、瑞鶴の艦橋や飛行甲板、対空機銃などが実物大セットで再現された。また、東宝撮影所の敷地内には、大和の艦橋下部周りや、高角砲、シールド付の25mm三連装機銃が並ぶ船体中央部の最上甲板、1番副砲、さらに、艦橋最上部（防空指揮所、15m測距儀、21号電探）などが、実物大セットで再現された。東宝撮影所のスタジオ内には、瑞鶴の艦上機格納庫甲板や艦橋内部、ならびに、大和の第一艦橋内部や司令長官室などがセットで再現された。
本作品での大和や瑞鶴などのミニチュア撮影は、あえて波の縮尺を度外視して大きくした「磯波」で演出されている。これは、特技監督の中野昭慶が「迫力にこだわりたい」と意図したものである。中野は本作は大和が主役だと思い、大和に関わった人達の悲しさみたいなものを描く始点でやるべきと思ったため、他の戦艦を削ってでも拘ったという。また、壮大な墨絵のようなイメージで全体を捉え、フィルムの色調もグレートーンになったほか、背景の空（ホリゾントに描かれたもの）が暗く立ち込める雲なのも中野の依頼であり、悲劇性を強調してのものであった。無音の大爆発シーンは、撮影用フィルムから赤みが敢えて抜かれたという。ラストシーンでの大和の大爆発（爆沈）シーンでは、大和の艦橋を凌駕する派手な爆発の炎が話題となったが、この爆発の撮影は、一度目のものは中野が「爆発は良いが波が気に入らない」ということとなったため、改めて撮り直され「磯波」で録り直した2テイク目が採用された。爆発には6種類の火薬を用いて時間差で爆破するなど複合的に演出しており、さらにネガに起こした映像を複製して色を抜き加色している。当時、「この爆発の火柱が大き過ぎるのではないか」と指摘があったが、中野は「それは間違い。実際はあんなものじゃなく、船の2倍くらいの大きな火柱が上がっている」とコメントしている。中野はこの爆発について、日本の尊厳に思いを馳せた「花」のイメージであったと語っている。後年のインタビューで中野は、それまでのビデオマスターでは中野がこだわったディテールは再現されておらず、HDリマスター版で初めて望んだ通りの画になったと述べている。
本作品のために製作された縮尺1/20の大和の模型は、撮影終了後に東武動物公園に寄贈され、直後にテレビドラマの撮影にも使用された。その後、船の科学館に譲渡されて長らく玄関脇の屋外に展示されていたが、2004年の年末に暴風雨によって横転し、上部構造物が損壊、修理不能と判断され解体・廃棄された。
99式艦上爆撃機のミニチュアは、1999年の時点で東宝特美倉庫に保管されていることが確認されていた。大和の中サイズ（1/40）ミニチュアは、『アナザー・ウェイ ―D機関情報―』（1988年）で呉港のシーンに用いられたが完成作品ではカットされ、『ゴジラvsキングギドラ』（1991年）でアメリカ海軍の軍艦に改造された。その後、このミニチュアは栃木県那須町の戦争博物館に展示されているが、同館に所蔵された経緯は明らかになっていない。本作品で東宝スタジオ大プールのホリゾントに描かれた曇天の空は、その後も描き直されることなく2004年の大プール解体時まで使われ続けた。

### 主なロケ地
- 奈良県奈良市
  - 東大寺（南大門）
  - 水門町
- 広島県宮島町（現・廿日市市宮島町）
  - 宮島
  - 厳島神社
- 神奈川県横須賀市
  - 海上自衛隊第二術科学校（敷地内にある専用桟橋を、眞二と正人が偶然に出会う呉軍港の桟橋として撮影に使用）
- 神奈川県茅ヶ崎市
  - 柳島海岸（空母瑞鶴の艦橋や飛行甲板などの実物大セットが作られた）
- 東京都豊島区
  - 立教大学の校舎・旧図書館（海軍に入団する直前の眞二が、三高の図書館で父親の直樹とともに語り合うシーンなどで撮影に使用）

### 衣装
坊ノ岬沖海戦のシーンで、大和の最後の艦長・有賀幸作大佐（演：中谷一郎）が着ているのは、彼が実際に着用していた当時の略装「第三種軍装」（青褐色の背広服）ではなく、通常軍服の「第一種軍装」（紺色の詰襟ジャケット）である。これは、「せめて映画の中では、“死に装束” を着せてやりたかった」という松林監督の願いを反映したもの。松林は1963年に監督した『太平洋の翼』の中でも、有賀艦長に同じ “贈り物” をしている。

### 主題歌
東映の『二百三高地』で、さだまさしの主題歌「防人の詩」が評判をとったことから、高井英幸に本社営業サイドから『連合艦隊』にも相応しい主題歌をと要請があり、高井が谷村新司に主題歌を要請した。

## 作品の評価
配給収入は19億円（現在の興行収入に換算すると約32億円あまり）で、1981年に公開された日本映画の中では、興行収入・動員数ともに第1位を記録し、大ヒット映画となった。
製作の田中友幸は、本作品を自身の戦争映画での集大成と位置づけており、本作品とゴジラ映画が自身の双璧であると述べている。

## 備考
レイテ沖海戦のシーンに登場する予科練出身の少年飛行兵・「中鉢」二等飛行兵曹の名は、監督の松林の海軍時代に実際の部下だった中鉢一等水兵という実在の戦傷死した少年兵の名に由来している。
2009年に死去した松林のお別れの会では、財津一郎が焼香の際に遺影に向かって海軍式の敬礼を行っており、同席した加藤茂雄は本作品での役そのままであったと述べている。

## 映像ソフト

### 原語版
- VHSはキネマ倶楽部から発売された[33]。品番9637[33]
- DVDとBDのいずれも東宝から発売された。ただし、ソフトには真珠湾攻撃のシーンが異なる2種類のバージョンが存在する。
  - 『連合艦隊』<劇場公開版>【Blu-ray】（2009年11月20日、東宝）
  - 『連合艦隊』<劇場公開版>【DVD】（2010年1月22日）
  - 『連合艦隊』<劇場公開版>【DVD】（2015年5月20日）
  - 『連合艦隊』<劇場公開版>【東宝名作DVDセレクション】（2015年5月20日）

### 英語版
1983年11月28日に、『Imperial Navy』のタイトルで英語版のVHSソフトがソニー・ピクチャーズ ホームエンタテインメントから発売された。

### パッケージの映像差し替え
本来の劇場公開版およびテレビ放映版では、真珠湾攻撃のシーンなどは1970年に公開された20世紀フォックスの日米合作映画『トラ・トラ・トラ!』の真珠湾攻撃のシーンと、1960年公開の東宝映画『ハワイ・ミッドウェイ大海空戦 太平洋の嵐』の特撮シーンのフィルムを併用して流用していたが、ソフト化する際の契約を20世紀フォックスと交わしていなかったため、後のビデオソフト化（VHS、LD）の際には、真珠湾攻撃のシーンなどは全面的に『ハワイ・ミッドウェイ大海空戦 太平洋の嵐』の真珠湾攻撃の特撮シーンのフィルムと差し替えられている。その後、2003年に発売されたDVDでも同様で真珠湾攻撃のシーンなどは差し替えられている。
また、上記の理由で、同じく『トラ・トラ・トラ!』の映像を使用した本作品の特報と劇場予告編は未収録である。
（スカイパーフェクTV!の「日本映画専門チャンネル」では、過去の放送において、劇場公開版と（映像を差し替えされた）最初のDVD版の両方が、いずれもノーカットで放送されている。
2009年11月22日には、20世紀フォックスとの間での版権問題が解決したことにより、本来の『トラ・トラ・トラ!』の真珠湾攻撃シーンなどの映像も使用されている劇場公開版が、BDソフトとして発売された。『トラ・トラ・トラ!』からの流用シーンの映像も使用された劇場公開版の映像ソフト商品化は、これが初めてであった。
2010年1月22日には、同じく劇場公開版のDVDソフトも発売された。今まで未収録であった特報と劇場予告編も収録されている。
これにより、映像が差し替えられていた従来のDVDは生産を終了し、廃盤となった。

## オリジナルサウンドトラック
- 連合艦隊（2019年2月20日、Cinema-Kan Label）

音楽：服部克久・谷村新司 

## フィルムのリユース
本作品で撮影された大和の航行シーンや戦闘シーンなどの特撮映像の一部は、終戦45周年を記念して東宝が製作した2本の3時間単発テレビドラマに転用された。放送は、いずれも1990年8月で、本作品のテレビ放映に続く形で、2週間以内に相次いで放送された。
- 『金曜ロードショー 終戦45周年特別企画 連合艦隊（本作）』（1990年8月3日放送、日本テレビ系列、松林宗恵 監督）
- 『終戦45年ドラマスペシャル 戦艦大和』（1990年8月10日放送、フジテレビ系列、市川崑 監督）[注釈 13]
- 『終戦記念日特別企画 愛と哀しみの海 戦艦大和の悲劇』（1990年8月15日放送、TBS系列、堀川弘通 監督）